# شهرستان مهریز
شهرستان مهریز یکی از شهرستان‌های استان یزد ایران است. مرکز این شهرستان، شهر مهریز است. این شهرستان در تاریخ ۲۹ دی ۱۳۵۸ از شهرستان یزد جدا شد و مستقل گردید.

## موقعیت جغرافیایی
شهرستان مهریز در بزرگراه تهران - بندرعباس و ابتدای بزرگراه مهریز نی‌ریز واقع شده است. این شهرستان از شمال با شهرستان یزد، از جنوب شرقی با شهرستان انار و از جنوب با شهرستان شهربابک استان کرمان، از جنوب غربی با شهرستان مروست، از غرب با شهرستان تفت و از شرق با شهرستان بافق همسایه است.

## تقسیمات کشوری
شهرستان مهریز دارای ۱ بخش، ۵ دهستان و ۱ شهر به شرح زیر است:

### شهرستان مهریز
| بخش   | مرکز بخش | جمعیت بخش ۱۳۹۵ | نام دهستان | مرکز دهستان | جمعیت دهستان ۱۳۹۵ | شهر   | جمعیت شهر ۱۳۹۵ |
| ----- | -------- | -------------- | ---------- | ----------- | ----------------- | ----- | -------------- |
| مرکزی | مهریز    | ۵۱٬۷۳۳ نفر     | خورمیز     | میرک‌آباد    | ۸٬۲۱۵ نفر         | مهریز | ۳۴٬۲۳۷ نفر     |
| مرکزی | مهریز    | ۵۱٬۷۳۳ نفر     | بهادران    | بهادران     | ۴٬۹۱۶ نفر         | مهریز | ۳۴٬۲۳۷ نفر     |
| مرکزی | مهریز    | ۵۱٬۷۳۳ نفر     | تنگ چنار   | تنگ چنار    | ۱٬۵۹۹ نفر         | مهریز | ۳۴٬۲۳۷ نفر     |
| مرکزی | مهریز    | ۵۱٬۷۳۳ نفر     | ارنان      | ارنان       | ۱٬۵۵۶ نفر         | مهریز | ۳۴٬۲۳۷ نفر     |
| مرکزی | مهریز    | ۵۱٬۷۳۳ نفر     | میانکوه    | بنادک سادات | ۱٬۲۱۰ نفر         | مهریز | ۳۴٬۲۳۷ نفر     |

## اقلیم
شهرستان مهریز از دو منطقهٔ خشک و نیمه‌خشک تشکیل شده‌است: مناطقی از قبیل دشت بهادران در شمال شرقی و مناطق جنوبی این شهرستان در زمره مناطق خشک و دامنه‌های شیرکوه در شمال غربی مهریز و برخی از دامنه‌های غربی، منطقهٔ نیمه‌خشک آن را به وجود می‌آورند.
بنابراین می‌توان نتیجه گرفت در گسترهٔ این شهرستان هرچه از شمال به جنوب و از غرب به شرق پیش برویم از میزان بارندگی کاسته شده و بر خشکی محیط افزوده می‌گردد. به‌طور کلی به استثناء قسمت بسیار محدودی از مناطق کوهستانی، بقیه در حیطهٔ قلمرو مناطق خشک قرار دارد.

## جمعیت
بر پایهٔ سرشماری عمومی نفوس و مسکن در سال ۱۳۹۵، جمعیت شهرستان مهریز برابر با ۵۱٬۷۳۳ نفر بوده‌است.